# Liberator (album)
Liberator è il nono album in studio del gruppo di musica elettronica britannico Orchestral Manoeuvres in the Dark, pubblicato nel 1993.

## Tracce
1. Stand Above Me (Andy McCluskey, Stuart Kershaw, Lloyd Massett) - 3:33
2. Everyday (McCluskey, Paul Humphreys, Kershaw) - 3:57
3. King of Stone (McCluskey) - 4:17
4. Dollar Girl (McCluskey) - 4:19
5. Dream of Me (Based on Love's Theme) (McCluskey, Barry White) - 4:13
6. Sunday Morning (Lou Reed, John Cale) - 3:23
7. Agnus Dei (McCluskey, Christopher Tye, Shopsko) - 3:39
8. Love and Hate You (McCluskey) - 3:18
9. Heaven Is (McCluskey) - 4:30
10. Best Years of Our Lives (McCluskey, Kershaw) - 4:35
11. Christine (McCluskey, Kershaw) - 5:04
12. Only Tears (McCluskey, Kershaw) - 4:14